# Wonder World Tour
Wonder World Tour är den andra konsertturnén av den amerikanska sångerskan Miley Cyrus. Turnén hölls för att marknadsföra hennes andra studioalbum Breakout och första EP The Time of Our Lives. Turnén började i september 2009 och avslutades i december 2009, efter att ha besökt städer i USA och Storbritannien; och blev därmed Cyrus' första världsturné. Det var även Cyrus' första turné som inte innehöll framträdanden som Hannah Montana. Cyrus äldre bror Trace Cyrus' band Metro Station var under hela turnéns gång förband. Precis som Cyrus tidigare turné Best of Both Worlds Tour så donerades en dollar från varje såld biljett till City of Hope National Medical Center, en organisation som ägnar sig åt kampen mot cancer.
Wonder World Tour har blivit beskriven som en del av Cyrus' övergångsperiod, med mer avancerade och vassare egenskaper. Varje konsert delades in i sju olika segment, som alla blottade olika teman. Showen öppnade med Cyrus när hon framförde rock-orienterade sånger. Vid konserterna så genomförde Cyrus även bland annat en hyllning till den avlidne sångaren Michael Jackson och framförde även två Hannah Montana sånger som sig själv.

## Förband

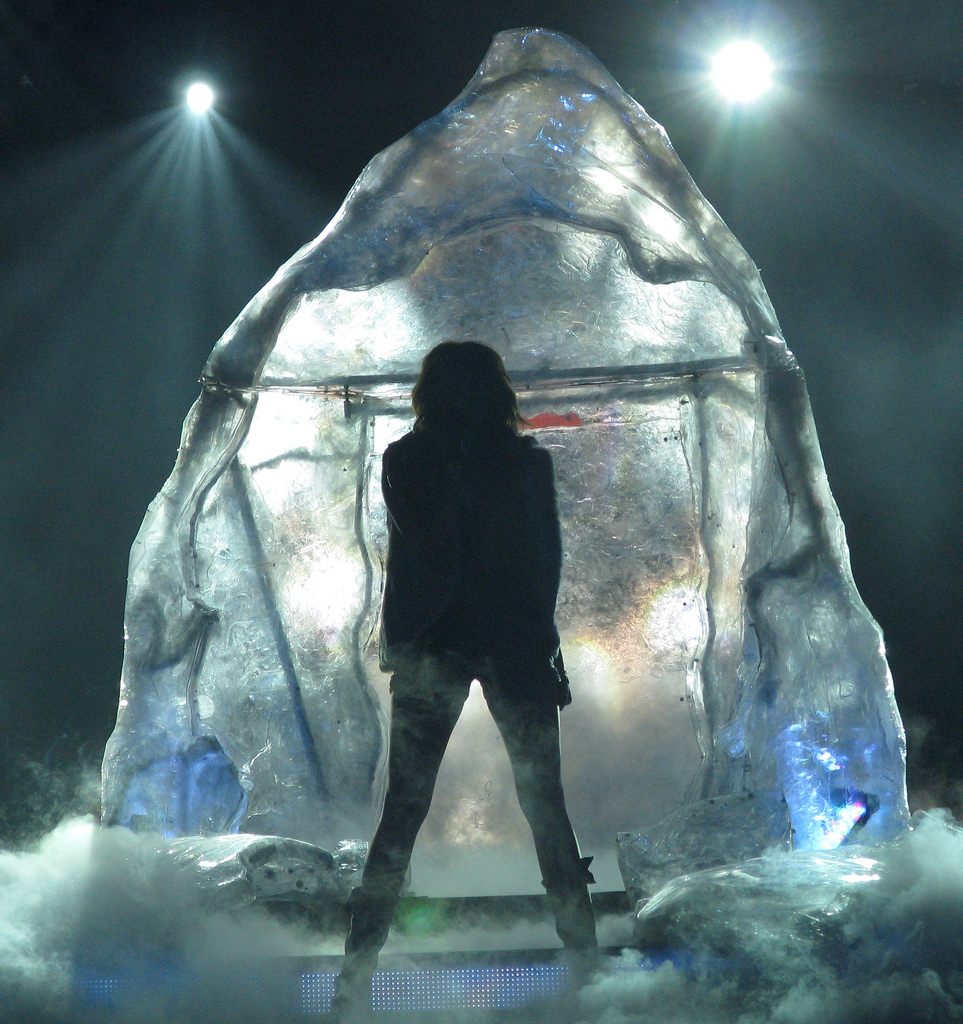
Cyrus öppnar konserten med "Breakout".

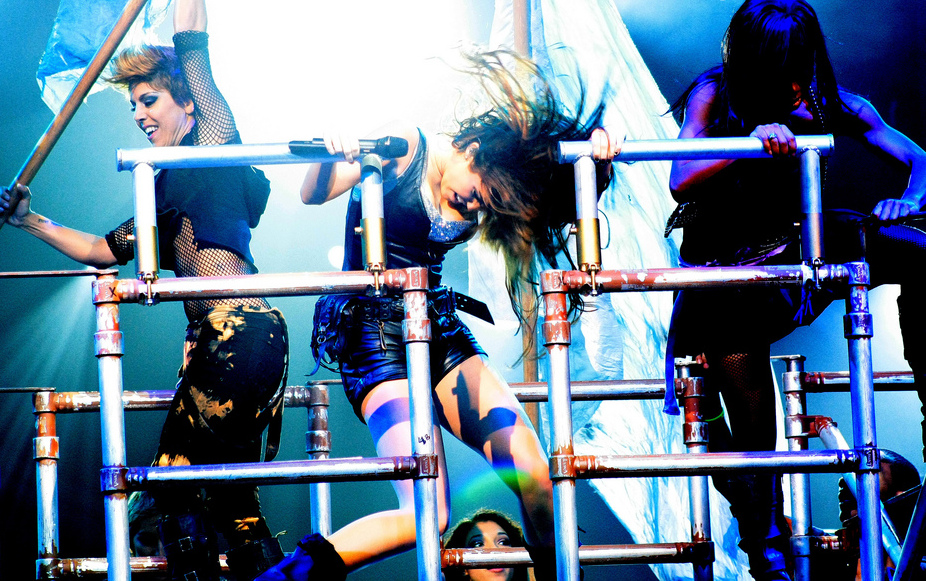
Cyrus vid framträdandet av "Start All Over".

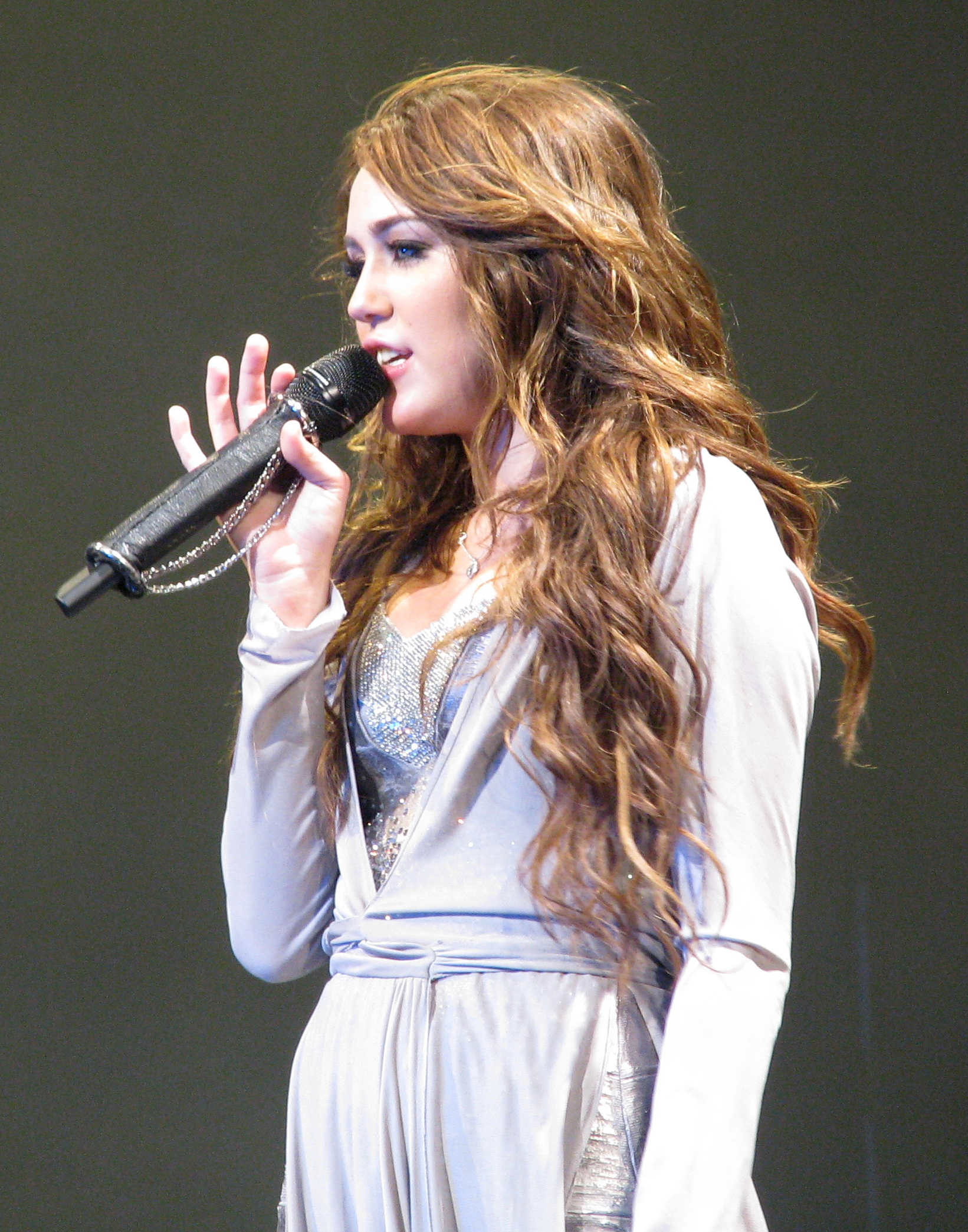
Cyrus sjunger "Bottom of the Ocean".

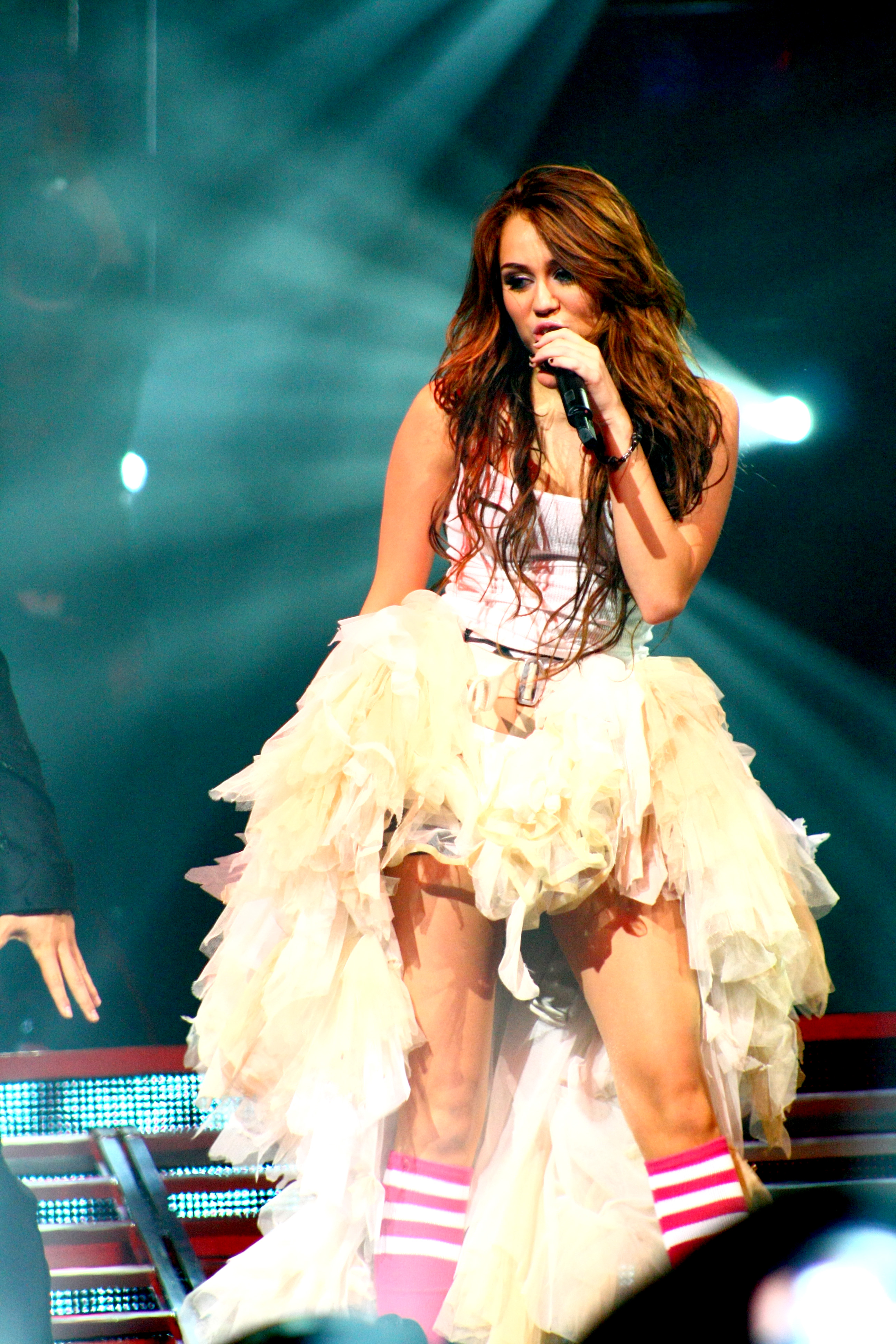
Cyrus framför "Fly on the Wall".

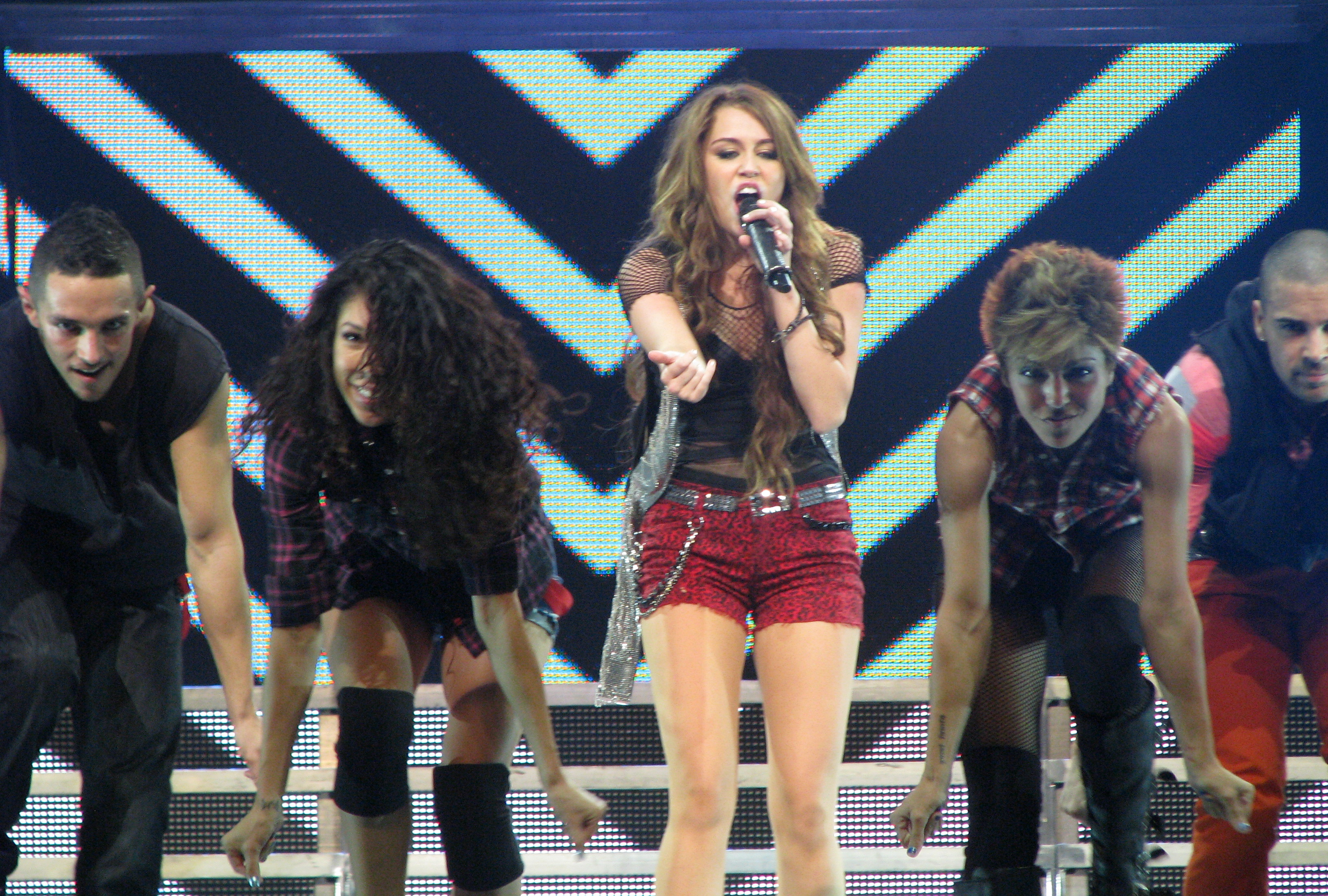
Cyrus sjunger Hannah sången "Spotlight".

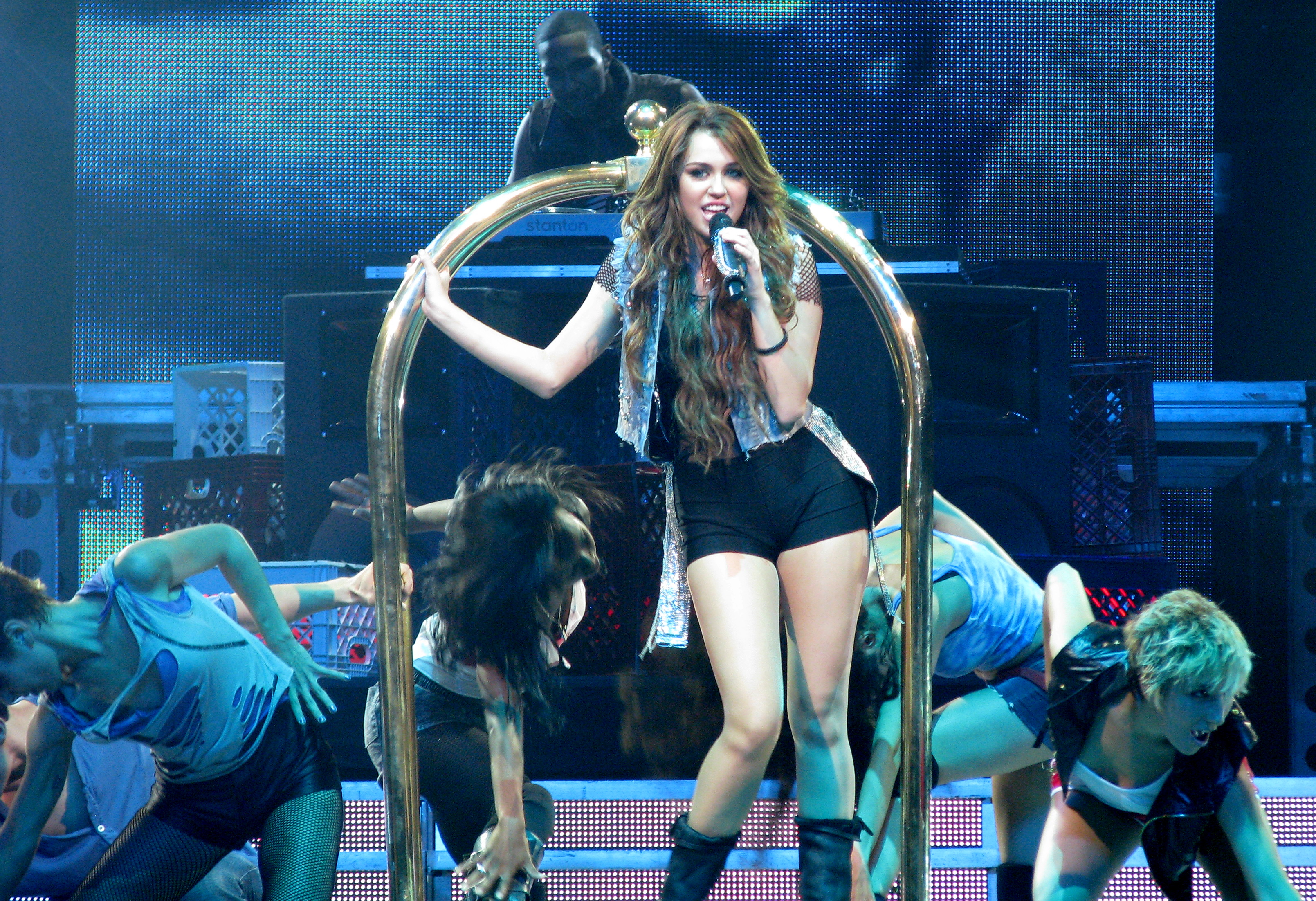
Cyrus sjunger hiten "Party in the U.S.A.".

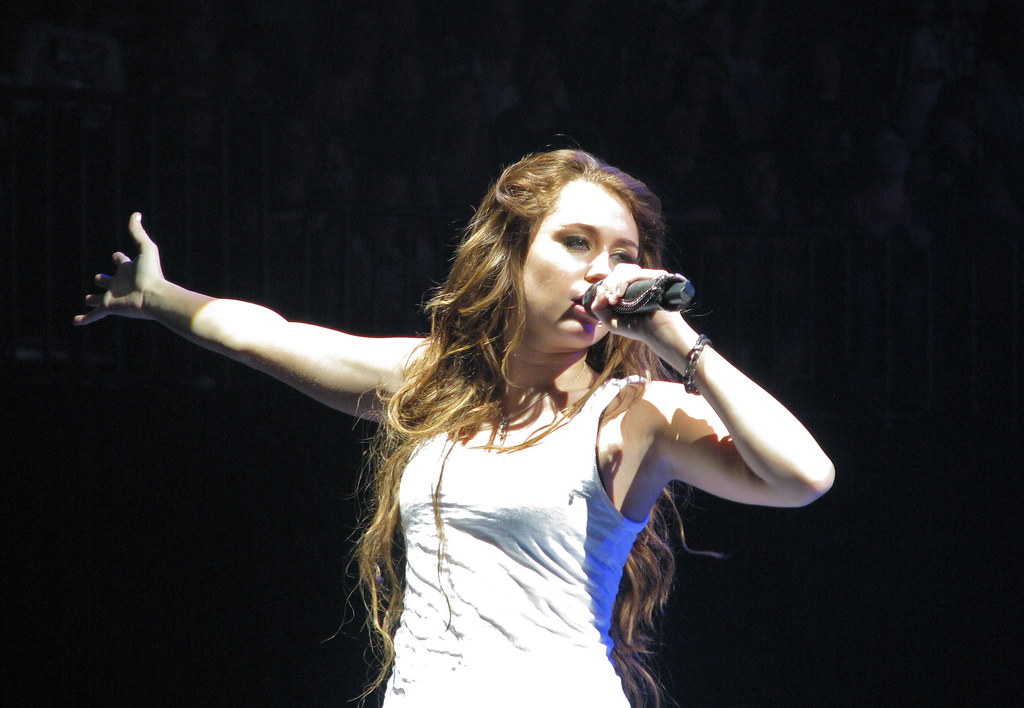
Cyrus avslutar konserten med sin bästsäljande och hyllade singel "The Climb".

- Metro Station

Låtlista:
1. "Wish We Were Older"
2. "California"
3. "Now That We're Done"
4. "Kelsey"
5. "Japanese Girl"
6. "Control"
7. "Seventeen Forever"
8. "Shake It"

## Miley Cyrus låtlista
1. "Breakout"
2. "Start All Over"
3. "7 Things"
4. "Kicking and Screaming"
5. "Bottom of the Ocean"
6. "Fly on the Wall"
7. "Let's Get Crazy"
8. "Hoedown Throwdown"
9. "These Four Walls"
10. "When I Look at You"
11. "Obsessed"
12. "Spotlight"
13. "G.N.O. (Girl's Night Out)"
14. "I Love Rock 'n' Roll"
15. "Party in the U.S.A."
16. "Hovering" 1
17. "Simple Song"
18. "See You Again"
19. "The Climb"

1 Framfördes från 10 oktober 2009 till 29 december 2009. "Wake Up America" framfördes innan.

## Turnédatum
| Datum             | Stad              | Land    | Arena                         |
| ----------------- | ----------------- | ------- | ----------------------------- |
| Nordamerika       |                   |         |                               |
| 14 september 2009 | Portland          | USA     | Rose Garden                   |
| 16 september 2009 | Tacoma            | USA     | Tacoma Dome                   |
| 18 september 2009 | Oakland           | USA     | Oracle Arena                  |
| 20 september 2009 | San Jose          | USA     | HP Pavilion                   |
| 22 september 2009 | Los Angeles       | USA     | Staples Center                |
| 23 september 2009 | Anaheim           | USA     | Honda Center                  |
| 25 september 2009 | Glendale          | USA     | Jobing.com Arena              |
| 26 september 2009 | Las Vegas         | USA     | Thomas & Mack Center          |
| 29 september 2009 | Salt Lake City    | USA     | Energy Solutions Arena        |
| 6 oktober 2009    | Auburn Hills      | USA     | The Palace of Auburn Hills    |
| 7 oktober 2009    | Columbus          | USA     | Nationwide Arena              |
| 9 oktober 2009    | Des Moines        | USA     | Wells Fargo Arena             |
| 10 oktober 2009   | Milwaukee         | USA     | Bradley Center                |
| 12 oktober 2009   | Tulsa             | USA     | BOK Center                    |
| 13 oktober 2009   | Omaha             | USA     | Qwest Center                  |
| 15 oktober 2009   | San Antonio       | USA     | AT&T Center                   |
| 17 oktober 2009   | Kansas City       | USA     | Sprint Center                 |
| 18 oktober 2009   | Dallas            | USA     | American Airlines Center      |
| 20 oktober 2009   | New Orleans       | USA     | New Orleans Arena             |
| 21 oktober 2009   | Memphis           | USA     | FedEx Forum                   |
| 23 oktober 2009   | Birmingham        | USA     | BJCC Arena                    |
| 24 oktober 2009   | North Little Rock | USA     | Verizon Arena                 |
| 27 oktober 2009   | Chicago           | USA     | United Center                 |
| 28 oktober 2009   | St. Louis         | USA     | Scottrade Center              |
| 29 oktober 2009   | Minneapolis       | USA     | Target Center                 |
| 31 oktober 2009   | Louisville        | USA     | Freedom Hall                  |
| 1 november 2009   | Lexington         | USA     | Rupp Arena                    |
| 3 november 2009   | Washington, D.C.  | USA     | Verizon Center                |
| 4 november 2009   | Philadelphia      | USA     | Wachovia Center               |
| 5 november 2009   | University Park   | USA     | Bryce Jordan Center           |
| 7 november 2009   | Newark            | USA     | Prudential Center             |
| 8 november 2009   | Newark            | USA     | Prudential Center             |
| 9 november 2009   | Boston            | USA     | TD Garden                     |
| 12 november 2009  | Hartford          | USA     | XL Center                     |
| 15 november 2009  | Cleveland         | USA     | Quicken Loans Arena           |
| 16 november 2009  | Indianapolis      | USA     | Conseco Fieldhouse            |
| 18 november 2009  | Uniondale         | USA     | Nassau Coliseum               |
| 19 november 2009  | Uniondale         | USA     | Nassau Coliseum               |
| 22 november 2009  | Greensboro        | USA     | Greensboro Coliseum           |
| 24 november 2009  | Charlotte NC      | USA     | Time Warner Cable Arena       |
| 25 november 2009  | Nashville         | USA     | Sommet Center                 |
| 28 november 2009  | Columbia          | USA     | Colonial Life Arena           |
| 29 november 2009  | Atlanta           | USA     | Philips Arena                 |
| 1 december 2009   | Tampa             | USA     | St. Pete Times Forum          |
| 2 december 2009   | Miami             | USA     | American Airlines Arena       |
| Europa            |                   |         |                               |
| 13 december 2009  | London            | England | The O2 Arena                  |
| 14 december 2009  | London            | England | The O2 Arena                  |
| 16 december 2009  | Dublin            | Irland  | The O2                        |
| 17 december 2009  | Dublin            | Irland  | The O2                        |
| 19 december 2009  | London            | England | The O2 Arena                  |
| 20 december 2009  | London            | England | The O2 Arena                  |
| 22 december 2009  | Birmingham        | England | LG Arena                      |
| 23 december 2009  | Birmingham        | England | LG Arena                      |
| 27 december 2009  | Manchester        | England | Manchester Evening News Arena |
| 28 december 2009  | Manchester        | England | Manchester Evening News Arena |
| 29 december 2009  | London            | England | The O2 Arena                  |